# Фукс, Бруно
Бруно де Лара Фукс (порт. Bruno de Lara Fuchs; род. 1 апреля 1999, Понта-Гроса, Парана) — бразильский футболист, центральный защитник клуба «Палмейрас». Чемпион Олимпийских игр 2020 года в Токио.

## Клубная карьера
С десятилетнего возраста выступал в футбольной академии клуба «Интернасьонал». В основном составе «красных» дебютировал 28 июля 2019 года в матче бразильской Серии A против «Сеары».

### ЦСКА
25 августа 2020 года Фукс стал футболистом московского ЦСКА, подписав с клубом пятилетний контракт. Сумма трансфера составила 9,5 миллионов евро, из которых 1,5 миллиона евро предусмотрены в качестве бонусов. 30 августа бразилец дебютировал за ЦСКА, выйдя на замену в матче с «Ахматом», однако в этом же матче получил травму и выбыл из строя.
28 сентября в матче М-лиги против «Акрона» (2:0) получил повреждение мышц задней поверхности правого бедра.
В июне 2022 года отправился в Бразилию для восстановления воспаления одного из сухожилий. В июле вернулся в расположение ЦСКА.
14 сентября 2022 года принял участие в матче Кубка России против «Урала» (2:1) и тем самым впервые провёл полный матч в составе ЦСКА без замен.

### «Атлетико Минейро»
16 декабря 2022 года перешёл в «Атлетико Минейро» на правах аренды сроком на один год с опцией выкупа. 21 января 2023 года в матче чемпионата Минейро против «Калденсе» (2:1) дебютировал за бразильский клуб.
6 декабря 2023 года «Атлетико Минейро» продлило аренду Фукса до декабря 2024 года. 30 марта 2024 года в матче чемпионата Минейро против «Крузейро» (2:2) забил дебютный гол за бразильскую команду и первый гол в карьере.
29 октября 2024 года появилась информация, что «Атлетико Минейро» выкупит трансфер бразильского защитника, так как тот провёл более 50% матчей за клуб.

## Карьера в сборной
В 2017 и в 2019 году вызывался в состав сборной Бразилии до 20 лет для участия в Тулонском турнире.
В 2020 году дебютировал в составе олимпийской сборной Бразилии в рамках предолимпийского турнира КОНМЕБОЛ.

## Статистика
| Выступление        | Выступление      | Выступление      | Национальная лига | Национальная лига | Лиги штатов | Лиги штатов | Кубки | Кубки | Континентальные | Континентальные | Итого | Итого |
| Клуб               | Лига             | Сезон            | Игры              | Голы              | Игры        | Голы        | Игры  | Голы  | Игры            | Голы            | Игры  | Голы  |
| ------------------ | ---------------- | ---------------- | ----------------- | ----------------- | ----------- | ----------- | ----- | ----- | --------------- | --------------- | ----- | ----- |
| Интернасьонал      | Лига Гаушу       | 2019             | 10                | 0                 | 0           | 0           | 0     | 0     | 0               | 0               | 10    | 0     |
| Интернасьонал      | Лига Гаушу       | 2020             | 2                 | 0                 | 6           | 0           | —     | —     | 4               | 0               | 12    | 0     |
| Интернасьонал      | Итого            | Итого            | 12                | 0                 | 6           | 0           | 0     | 0     | 4               | 0               | 22    | 0     |
| ЦСКА (Москва)      | Премьер-лига     | 2020/21          | 1                 | 0                 | —           | —           | 0     | 0     | —               | —               | 1     | 0     |
| ЦСКА (Москва)      | Премьер-лига     | 2021/22          | 7                 | 0                 | —           | —           | 3     | 0     | —               | —               | 10    | 0     |
| ЦСКА (Москва)      | Премьер-лига     | 2022/23          | 4                 | 0                 | —           | —           | 4     | 0     | —               | —               | 8     | 0     |
| ЦСКА (Москва)      | Итого            | Итого            | 12                | 0                 | —           | —           | 7     | 0     | —               | —               | 19    | 0     |
| → Атлетико Минейро | Лига Минейро     | 2023             | 15                | 0                 | 3           | 0           | 1     | 0     | 4               | 0               | 23    | 0     |
| → Атлетико Минейро | Лига Минейро     | 2024             | 22                | 0                 | 8           | 1           | 5     | 0     | 6               | 1               | 41    | 2     |
| → Атлетико Минейро | Итого            | Итого            | 37                | 0                 | 11          | 1           | 6     | 0     | 10              | 1               | 64    | 2     |
| Всего за карьеру   | Всего за карьеру | Всего за карьеру | 61                | 0                 | 17          | 1           | 13    | 0     | 14              | 1               | 105   | 2     |

1. ↑  Кубок России; Кубок Бразилии

## Достижения
Бразилия (до 23 лет)
- Олимпийские игры: 2020

«Интернасьонал»
- Серебряный призёр чемпионата Бразилии: 2020

ЦСКА (Москва)
- Обладатель Кубка России: 2022/23
- Серебряный призёр чемпионата России: 2022/23

«Атлетико Минейро»
- Бронзовый призёр чемпионата Бразилии: 2023